# AT&T Alascom
A AT&T Alascom é um empresa de telecomunicações do Alasca. A AT&T Alascom é atualmente uma subsidiária da AT&T Communications, de propriedade da AT&T. A AT&T Alascom, anteriormente conhecido como Alascom e entre muitos outros nomes, foi a primeira empresa de telefonia de longa distância, no Alasca. A AT&T Alascom tem uma vasta infraestrutura de telecomunicações no Alasca, incluindo três satélites de comunicação, cabos submarinos e terrestres e cabos contendo fibra óptica e numerosas estações terrestre.
Ao contrário da maioria dos Estados Unidos, a AT&T não tinha prestado no Alasca serviços de telecomunicações como locais ou de longa distância, provedor de telefone até a compra da Alascom em 1995. O Alasca também nunca foi servido por qualquer uma das empresas regionais da Bell.

## Satélites
| Satélite | Fabricante         | Data do lançamento     | Veículo de lançamento | Estado  | Nota                              |
| -------- | ------------------ | ---------------------- | --------------------- | ------- | --------------------------------- |
| Aurora 1 | RCA Astro          | 28 de outubro de 1982  | Delta-3924            | Inativo | Também conhecido por Satcom 5     |
| Aurora 2 | RCA Astro/GE Astro | 29 de maio de 1991     | Delta-7925            | Inativo | Também conhecido por Satcom C4    |
| Aurora 3 | Lockheed Martin    | 19 de dezembro de 2000 | Ariane 5G             | Ativo   | Também conhecido por GE-8 e AMC-8 |